# مرج السلطان
مرج السلطان قرية في ناحية النشابية التابعة لمنطقة دوما في محافظة ريف دمشق. تبعد عن مدينة دمشق قرابة 25 كم.
قرية شركسية صغيرة تقع في وسط غوطة دمشق، وعلى مسافة 18 كم شرق العاصمة السورية دمشق. وتبعد القرية عن مجرى بردى إلى (1500م) نحو الجنوب وترتفع (621 م) عن سطح البحر، وشكل أراضيها مخمس. أطول أضلاعه الشمالية الشرقية، وأقصرها الشمالية الغربية، ومساحتها (4200 دونم).
يبلغ عدد سكانها الآن حوالي 2500 نسمة، وهي تشكل لوحة فسيفساء عرقية حيث يقطن فيها الآن خليط من جميع شعوب القفقاس. كالشركس (شابسيغ وابزاخ وحتقواي وحاتقو ومامخغ وقبرداي) والأباظة والشيشان والداغستان والقوشحة. أما أهالي القرية الأصليين فهم من الشابسيغ والأبزاخ.

## تاريخ القرية
يعود بناء القرية إلى عام 1878 م
كانت أراضي مرج السلطان مرعى لخيول السلطان عبد الحميد، ومن هنا جاء اسم الموقع، وقد انتشر مرض الملاريا بين السكان في بداية استيطانهم، وقضى على أغلب السكان خلال فترة قصيرة عند بدء استيطانهم.
كان عدد السكان أول وصولهم إلى مرج السلطان 750 عائلة، أي 3000 ثلاثة آلاف نسمة. وقد سكن قسم منهم حينها في قرية حوش الدوير غربي مرج السلطان حوالي 8 كم التي قضي على أغلب سكانها أيضاً من مرض الملاريا وعاد القليل منهم إلى مرج السلطان.

## السكان
معظم سكانها ينحدرون من أصول شركسية.و يصل عدد سكانها إلى 1,860 نسمة بناءً على إحصاء 2004.